# Маржанкольський сільський округ
Маржанко́льський сільський округ (каз. Маржанкөл ауылдық округі, рос. Маржанкольский сельский округ) — адміністративна одиниця у складі Осакаровського району Карагандинської області Казахстану. Адміністративний центр — село Маржанкол.
Населення —  (2021; 618 у 2009, 1055 у 1999, 1472 у 1989).
Станом на 1989 рік існувала Маржанкольська сільська рада (села Богучар, Касимбай, Куркопа, Морозовка). Пізніше села Богучар та Касимбай утворили окремий Кундуздинський сільський округ.

## Склад
До складу округу входять такі населені пункти:
| Населений пункт | Населення, осіб (1989) | Населення, осіб (1999) | Населення, осіб (2009) | Населення, осіб (2021) |
| --------------- | ---------------------- | ---------------------- | ---------------------- | ---------------------- |
| Куркопа, село   | 200                    | 151                    | 73                     | 17                     |
| Маржанкол, село | 1272                   | 904                    | 545                    | 376                    |